# Sveta Nedjelja (otok)
Sveta Nedjelja (cg. Света Неђеља, Sveta Neđelja), kao i susjedni otočić Katič, je otočić u Jadranskom moru, smješten nasuprot mjesta Petrovac u crnogorskoj općini Budva.
Na otočiću je sagrađena istoimena crkvica, a zajedno s otočićem Katič čini atrakciju za ljubitelje ronjenja.

## Geografija
Budući da su otočići gotovo u istoj ravnoj liniji okomito na obalu, samo je otok Sveta Nedjelja vidljiv s gradske plaže Petrovac. 
Otok Sveta Nedelja bliži je gradskoj plaži Petrovac nego Katič,, a nalazi se oko 0,7 km od kopna. Sveta Neđelja ističe se malom, znakovitom crkvicom istog imena kao i otok.
Površina otočiča je 0,010 km2, a ukupna dužina obale je oko 0,8 km.